# Llista d'episodis de Gantz
|  | Aquest article tracta sobre els episodis de l'anime. Vegeu-ne altres significats a «Llista de capítols de Gantz». |

Gantz (ガンツ, Gantsu) és un manga creat per Hiroya Oku i del que es va realitzar una adaptació per a la televisió dirigida per Ichiro Itano.

Coberta del primer Gantz llançat per ADV Films.

La primera temporada, anomenada 1st Stage, que consta de 13 episodis, va ser emesa originalment per Fuji TV i AT-X. Aquesta cadena de televisió va decidir que la sèrie era massa forta i va forçar una dura censura que a part de llevar continuïtat i baixar la qualitat dels capítols, va provocar-ne la pèrdua de dues. Els 13 episodis originals sense censura van ser recuperats gràcies a la versió en DVD.
La segona temporada, anomenada 2nd Stage, amb els 13 episodis restants, van ser emesos sense censura al canal satel·litari AT-X. Aquesta temporada també va obtenir crítiques, encara que d'un altre tipus, ja que per donar un final a la sèrie van forçar un bastant pobre, el qual deixa fins i tot bastants dubtes al que podria passar després. Els cinc últims capítols d'anime no corresponen a la història original del manga, i van ser creats per tancar la sèrie d'una manera ràpida, a causa que el manga encara no finalitza.
La següent, és la llista dels episodis de l'anime.

## First Stage
| # | Títol                                                                                                 | Estrena            |
| --- | --- | ------------------ |
| 1 | «Ha clarejat un nou dia» «Atarashī asa ga kita» (新しい朝が来た)                                      | 12 d'abril de 2004 |
| Kei Kurono és un adolescent egocentrista. Un dia, camí a la seva casa, es troba amb el seu amic de la infància en el metre: Masaru Kato. Quan un rodamón cau en les vies del metre, els dos arrisquen les seves vides per salvar-ho, aconseguint-ho, però morint atropellats pel metre en el procés. Després són transportats a un apartament amb una esfera negra i gent que ha mort recentment: un mestre, un polític, dos yakuzas, un adolescent i un misteriós jove de vuitè grau anomenat Nishi. Després una noia nua apareix a l'habitació i és a punt des violada per un dels yakuzas, però Kato l'hi impedeix. Una música surt de l'esfera negra...  | |                    |
| 2 | «No són humans» «Ningen janee» (人間じゃねぇ)                                                         | 19 d'abril de 2004 |
| De sobte en l'esfera negra s'apareix un text que diu que ara les seves vides li pertanyen, seguit d'una imatge d'un estrany noi ceba. Després l'esfera s'obre amb armes i maletins amb vestits per a cadascun. Tots, a excepció de Kato, Kishimoto i el polític prenen una arma, després tots són transportats. Kurono s'adona que està en una estranya situació i decideix posar-se el vestit. En ser teletransportados, Kato i Kishimoto busquen un camí a casa, mentre que el polític fa el mateix. Els altres van a la cacera de l'alien. | |                    |
| 3 | «Kei és genial» «Kei-chan, suggee» (計ちゃん、すっげえ)                                               | 19 d'abril de 2004 |
| Després que matessin a l'extraterrestre Cebeta, apareix un altre més fort que mata a tots menys a Kei, Masaru, Kishimoto (que es troben junts), el gos i Nishi. Masaru es debat entre matar a Cebeta, però no pot disparar-li. Quan són a punt de ser assassinats, Nishi apareix i acaba amb l'extraterrestre. | |                    |
| 4 | «Que comenci el recompte de punts» «Sore ji wa, chiiten wo haji nuru» (それぢわ、 ちいてんをはじぬる) | 27 d'abril de 2004 |
| Gantz atorga a tots zero punts menys a Nishi, al com li dona tres punts. Kei li demana explicacions i Nishi li contesta que són còpies i que els seus cossos originals estan morts. | |                    |
| 5 | «Això significa que aquella vegada...» «Teiukoto wa ano toki» (っていうことは あの時)                 | 4 de maig de 2004  |
| Acabat de donar els punts, Nishi es retira burlant-se dels tres, després Masura li pregunta el seu nom a Kishimoto, fent-li saber a Kei que ella es diu igual que ell. Després un company de Kei li diu que li ajudi ja que té un problema amb un company del col·legi abusón, provocant que Kai es quedi en el lloc d'ell, veient el que ocorre en aquests moments fa ús del vestit cibernetico per poder sortir del problema. | |                    |
| 6 | «Ho vaig aconseguir!!» «Yattaaaaa» (やったああああっ)                                                 | 11 de maig de 2004 |
| Kishimoto va a visitar la casa de Kei i li pregunta si pot ser la seva mascota i quedar-se amb ell. Kei accepta que ella es quedi i sopen junts. Després Kishimoto es dutxa, però a l'hora de dormir solament hi ha un llit, així que han de compartir-la. Kei vol tenir sexe amb ella i comença a abraçar-la i a acariciar-la, però Kishimoto li diu que no sent desitjos de perdre la seva virginitat. Kishimoto està trist perquè ha descobert que el seu original no va arribar a morir completament en el seu intent de suïcido, per la qual cosa ella, que és una còpia, no pot suplantar-la per continuar la seva vida anterior com han fet la resta. | |                    |
| 7 | «L'objectiu» «Neratteruze» (狙ってるぜ)                                                               | 18 de maig de 2004 |
| 8 | «Està malament...» «Yabee!» (やべぇ！)                                                                | 25 de maig de 2004 |
| 9 | «Execució ràpida!» «Sokkō korosu» (ソッコー殺す)                                                      | 1 de juny de 2004  |
| 10 | «Kato-kun està esperant» «Yūzō-kun?» (裕三君？)                                                       | 8 de juny de 2004  |
| 11 | «No li puc disparar» «Aitsu wa utenai» (あいつは撃てない)                                             | 8 de juny de 2004  |
| 12 | «Per favor queda't, Kato-Kun» «Katō-kun wa matteite» (加藤くんは待っていて)                           | 15 de juny de 2004 |
| 13 | «Per favor, mor-te» «Shinde kudasai» (死んで下ちい)                                                   | 22 de juny de 2004 |

## Second Stage
| # | Títol                                                                                  | Estrena                |
| --- | -------------------------------------------------------------------------------------- | ---------------------- |
| 14 | «Adéu» «Sayōnara» (さようなら)                                                         | 26 d'agost de 2004     |
| 15 | «Vull anar ràpid!» «Hayaku iketee!» (早くイキてぇっ！)                                 | 2 de setembre de 2004  |
| Kurono té un somni en el qual té relacions sexuals amb Kishimoto, en despertar recorda que ella s'havia anat. Aquesta mateixa nit Gantz flama als antics i nous participants a una nova missió, entre ells Sei Sakuraoka amb la qual Kurono té relacions sexuals mentre els altres a l'habitació principal descobreixen al seu proper objectiu. |                                                                                        |                        |
| 16 | «Ho aconseguiré!» «Ore gayaru» (俺がやる！)                                            | 9 de setembre de 2004  |
| 17 | «Els puc disparar, no?» «Koi tsura utteiin'daru?» (こいつら撃っていいんだろ？)         | 16 de setembre de 2004 |
| 18 | «Benvingut» «Okaeri» (おかえり)                                                        | 23 de setembre de 2004 |
| 19 | «Quins diables és això?» «Nanja, aryaaa» (なんじゃ、ありゃあっ)                        | 30 de setembre de 2004 |
| 20 | «Dispara'm» «Ore wo uttee» (俺を撃てっ!)                                               | 7 d'octubre de 2004    |
| 21 | «Germà» «Onii-chan» (兄ちゃん?)                                                        | 14 d'octubre de 2004   |
| 22 | «No ho tornis a dir» «Ni do to iu na!» (二度と言うな!)                                 | 21 d'octubre de 2004   |
| 23 | «Kurono alienígena» «Kurono seijin» (玄野星人!)                                        | 28 d'octubre de 2004   |
| 24 | «Cap laberint és inescapable» «Derarenai meikyū wa nain'da» (出られない迷宮はないんだ) | 4 de novembre de 2004  |
| 25 | «Tornem amb vida» «Ikite kaerōze» (生きて帰ろうぜ)                                     | 11 de novembre de 2004 |
| 26 | «Viu!» «Ikite kure» (生きてくれ)                                                       | 18 de novembre de 2004 |